# Iulia Bulie
Iulia Bulie (* 3. Juli 1967 in Gorbănești als Iulia Bobeică) ist eine ehemalige rumänische Ruderin.

## Biografie
Iulia Bulie trat bei den Olympischen Sommerspielen 1992 in Barcelona in zwei Bootsklassen an. Im Vierer ohne Steuerfrau belegte sie mit dem rumänischen Boot den fünften Platz. In der Regatta mit dem Achter hingegen konnte sie die Silbermedaille gewinnen. Bei ihrer zweiten Olympiateilnahme 1996 in Atlanta trat sie im Doppelvierer und belegte mit ihrer Crew den zehnten Platz.
Bulie wurde zwei Mal Weltmeisterin mit dem Achter (1990 und 1993) und ein Mal mit dem Vierer ohne Steuerfrau (1990). Des Weiteren gewann sie jeweils zwei Silber- und zwei Bronzemedaillen bei Weltmeisterschaften.